# Green (R.E.M.-Album)
Green ist das sechste Studioalbum der US-amerikanischen Alternative-Rock-Band R.E.M. und das erste Album, das sie für das Major-Label Warner aufgenommen hatten.
Nach der Veröffentlichung des Albums machte die Gruppe eine elfmonatige Welttournee – ihre letzte große Tournee für mehrere Jahre. Im Laufe dieser Tournee gab R.E.M. im Sommer 1989 fünf Konzerte in der Bundesrepublik Deutschland.
Nach 25 Jahren wurde das Album wiederveröffentlicht, ergänzt um Aufnahmen eines Konzerts vom 10. November 1989 in Greensboro, North Carolina.

## Cover
Die Botschaft des Albums sei schon auf dem Cover sichtbar, schrieb Robert Dimery. Abgebildet sind Laub, Baumringe und Telegraphenmasten, der Hintergrund ist orangefarben, eine Anspielung auf das Herbizid Agent Orange, mit dem die US-Armee in Vietnam ein Drittel des Baumbestandes zerstörte. Diese Andeutung werde im Song Orange Crush lyrisch aufgenommen. Ökologische Themen fänden sich auch in dem „gespenstischen“ Song I Remember California, in Stand findet sich die Zeile: „If wishes were trees, the trees would be falling.“

## Titelliste
Alle Songs von Bill Berry, Peter Buck, Mike Mills und Michael Stipe.
1. Pop Song 89 – 3:04
2. Get Up – 2:39
3. You Are the Everything – 3:41
4. Stand – 3:10
5. World Leader Pretend – 4:17
6. The Wrong Child – 3:36
7. Orange Crush – 3:51
8. Turn You Inside-Out – 4:16
9. Hairshirt – 3:55
10. I Remember California – 4:59
11. Untitled – 3:10

## Erfolg
Green war R.E.M.s erster großer kommerzieller Erfolg. Ausgezeichnet mit Doppel-Platin ist es das Album, mit dem R.E.M. Superstar-Status erlangte.
Wie die vorherigen R.E.M.-Alben erreichte auch Green nicht die ersten 100 Plätze der deutschen Albumcharts. Die Singles vom Album (Orange Crush, Pop Song 89, Stand und Get Up) schafften es ebenfalls nicht in die deutschen Singlecharts. Erst mit ihrem folgenden Album Out of Time (1991) gelang R.E.M. der weltweite Durchbruch. Die Musikzeitschrift Musikexpress/Sounds berücksichtigte das Album in ihrer Liste der „100 besten Platten der Rockgeschichte“ auf Platz 78.

## Rezeption
Das Rockmagazin Eclipsed befand das Album als „durchwachsen“. Im Sub Line hieß es, es sei „unstrukturiert“. Der Musikexpress meinte hingegen, es sei im positiven Sinne „trotzig spröde“. Vom New Musical Express gab es 9 von 10 möglichen Punkten.
Das Sub Line führte weiter aus, mit I Remember California sei eine Ballade vertreten, Orange Crush sei eine „energetische Tanznummer“, geprägt werde das Album aber von „dümmliche[n] Popsongs wie Stand und Pop Song 89.“ Die Entgegnung von Peter Buck lautete: „Viele Fans hassen unsere stupiden Momente förmlich. Ich finde sie in Ordnung, weil wir erstens Lust hatten, so etwas auszuprobieren und zweitens dem Vorurteil begegnen konnten, wir seien verhinderte Akademiker mit durchgängig intellektuellem Anspruch.“
Stand komme verkleidet als hymnisches und frohlockendes Sesamstraßen-Mitsing-Lied daher, sei aber in Wirklichkeit ein schräger Zustandsbericht der Nation, erklärte der New Musical Express. Und Orange Crush wirke mit seiner vorwärtstreibenden Melodie, die mit Stipes brechender Stimme gespickt sei, eher bedrohlich. Im Eclipsed wurde darauf hingewiesen, dass „Songs wie Orange Crush, World Leader Pretend und Stand noch kritischer und radikaler“ seien als auf dem Vorgänger Document. Als „Juwel“ bezeichnete der Musikexpress das Stück World Leader Pretend.

## Verkaufszahlen und Auszeichnungen
| Land/Region                  | Auszeichnungen für Musikverkäufe (Land/Region, Auszeichnung, Verkäufe) | Verkäufe  |
| ---------------------------- | ---------------------------------------------------------------------- | --------- |
| Australien (ARIA)            | Gold                                                                   | 35.000    |
| Kanada (MC)                  | 2× Platin                                                              | 200.000   |
| Neuseeland (RMNZ)            | 2× Platin                                                              | 40.000    |
| Spanien (Promusicae)         | Gold                                                                   | 50.000    |
| Vereinigte Staaten (RIAA)    | 2× Platin                                                              | 2.000.000 |
| Vereinigtes Königreich (BPI) | Platin                                                                 | 300.000   |
| Insgesamt                    | 2× Gold · 7× Platin ·                                                  | 2.625.000 |

Hauptartikel: R.E.M./Auszeichnungen für Musikverkäufe